# Bechtery
Bechtery (ukr. Бехтери) – wieś na Ukrainie, w obwodzie chersońskim, w rejonie skadowskim, siedziba hromady. W 2001 liczyła 3065 mieszkańców, spośród których 2748 wskazało jako ojczysty język ukraiński, 185 rosyjski, 3 mołdawski, 2 bułgarski, 9 białoruski, 8 ormiański, 2 gagauski, 11 romski, a 77 inny.